# David Socha
David Socha (Springfield, 27 de septiembre de 1938-10 de febrero de 2025) fue un árbitro de fútbol estadounidense.

## Biografía
Es conocido por haber dirigido partidos de fútbol en dos ediciones de la Copa Mundial de Fútbol: en particular, en el torneo de 1982 en España fue protagonista en el encuentro de Escocia-Nueva Zelanda, mientras que cuatro años después, en México, se le puede ver arbitrando el Italia-Corea del Sur.
Debuta en la máxima serie de Estados Unidos en 1972, y es nombrado de forma internacional en 1977.
También participa en el torneo de fútbol de los Juegos Olímpicos de Los Ángeles en 1984, en los que dirige en tres rondas: dos del primer turno en la subsede de Boston (Noruega-Chile 0:0 y Camerún-Irak 1:0) y la semifinal jugada en Palo Alto ganada por Brasil sobre Italia por un marcador de 2 a 1 en la prórroga.
Se retira de la actividad en 1986, inmediatamente después del Mundial de México.